# Рязанцев Георгій Олександрович
Георгій Олександрович Рязанцев (народився 18 лютого 1986 у м. Липецьку, СРСР) — білоруський хокеїст, правий нападник.
Виступав за «Локомотив-2» (Ярославль), «Беррі Кольтс» (ОХЛ), ХК «Брест», «Керамін» (Мінськ), ХК «Вітебськ», «Динамо» (Мінськ), «Шахтар» (Солігорськ), «Шинник» (Бобруйськ), ХК «Могильов», ХК «Ліда», «Німан».
У складі національної збірної Білорусі провів 2 матчі.
Срібний призер чемпіонату Білорусі (2010).